# Euphrasia integrifolia
Euphrasia integrifolia är en snyltrotsväxtart som beskrevs av Donald Petrie. Euphrasia integrifolia ingår i släktet ögontröster, och familjen snyltrotsväxter. Inga underarter finns listade i Catalogue of Life.